# Thomas Luckmann
Thomas Luckmann, né le 14 octobre 1927 à Jesenice (Slovénie) et mort le 10 mai 2016, est un sociologue allemand qui est professeur de sociologie à l'université de Constance, en Allemagne.

## Biographie
Thomas Luckmann étudie dans un premier temps à Vienne et Innsbruck, puis obtient une bourse qui lui permet d'étudier à partir de 1949 à la New School, où il suit les enseignements d'Alfred Schütz, de Carl Mayer, ou de Karl Löwith. Son mémoire de maîtrise porte sur Albert Camus. Sa thèse (1956) porte sur la religion dans l'Allemagne de l'après-guerre. Il devient là-bas professeur, et rencontre Peter L. Berger, avec qui il écrit en 1966 La Construction sociale de la réalité, désormais considéré comme un classique des sciences sociales. Le livre paraît l'année où il repart en Allemagne. Il enseigne ensuite 5 ans à l'Université de Francfort, puis le reste de sa vie à Constance, où il est professeur émérite à partir de 1994. C'est là-bas qu'il a travaillé sur les œuvres inachevées du sociologue Alfred Schütz pour l'écriture d'un ouvrage intitulé Die Strukturen der Lebenswelt (que l'on pourrait traduire par « Les structures du monde vécu »), paru en 1982.

## Recherches
Les recherches de Luckmann portent sur la sociologie de la connaissance, des religions, de la communication et la philosophie de la science. Inspiré par la phénoménologie sociologique d'Alfred Schütz, il défend une certaine forme de constructivisme.

## Publications
- (en) The Social Construction of Reality. A Treatise in the Sociology of Knowledge (1966, avec Peter L. Berger) (OCLC 2360263), traduit en français.
- (en) The Invisible Religion. The Transformation of Symbols in Industrial Society (1967) (OCLC 378073)
- (de) Soziologie der Sprache (1975) (OCLC 1054223)
- (de) Die Strukturen der Lebenswelt (1982, avec Alfred Schütz)
- (de) Lebenswelt und Gesellschaft (1983)